# Elvis (1973년 음반)
| 전문가 평가  | 전문가 평가 |
| 평가 점수    | 평가 점수   |
| 출처         | 점수        |
| ------------ | ----------- |
| AllMusic     | [ 1 ]       |
| MusicHound   | [ 2 ]       |
| Rough Guides | [ 3 ]       |

《Elvis》는 1973년 7월 16일에 발매된 미국의 가수이자 음악가인 엘비스 프레슬리의 열여덟 번째 스튜디오 음반이다. 이 음반은 전 세계적으로 100만 장 이상 팔렸다. 1956년에 발매된 그의 동명의 음반과 구별하기 위해 엘비스의 이름 바로 아래에 나오는 첫 번째 트랙의 이름을 따서 《The "Fool" Album》이라고 불리기도 한다. 미국에서는 〈Fool〉이 《Aloha from Hawaii via Satellite》 음반의 〈Steamroller Blues〉의 B-사이드로 발매되었다. 영국에서는 측면이 뒤집혔고 〈Fool〉이 A-사이드로 발행되었다. 그것은 15위에 올랐다.

## 내용
1972년 3월 음반 수록곡인 〈Fool〉과 〈Where Do I Go From Here〉가 녹음되었다. 〈It's Impossible〉은 1972년 2월 라스베이거스 힐튼 호텔에서 발매된 라이브 녹음으로, 성공적인 57회 공연 시즌 동안 녹음되었다. 남은 곡들은 1971년 3월과 5월 내슈빌에 있는 RCA 스튜디오 B에서 녹음한 것이다. 프레슬리의 피아노 연주곡으로는 〈It's Still Here〉, 〈I'll Take You Home Again, Kathleen〉, 〈I Will Be True〉가 있다.

## 곡 목록

### 오리지널 발매
| #  | 제목                                   | 작사·작곡                    | 재생 시간 |
| -- | -------------------------------------- | ---------------------------- | --------- |
| 1. | 〈Fool〉                               | 제임스 라스트, 칼 시그먼     | 2:40      |
| 2. | 〈Where Do I Go from Here?〉           | 폴 윌리엄스                  | 2:38      |
| 3. | 〈Love Me, Love the Life I Lead〉      | 로저 그리너웨이, 토니 매컬리 | 3:03      |
| 4. | 〈It's Still Here〉                    | 아이보리 조 헌터             | 2:04      |
| 5. | 〈It's Impossible (live dinner show)〉 | 아르만도 만사네로, 시드 웨인 | 2:51      |

| #  | 제목                                    | 작사·작곡                                  | 재생 시간 |
| -- | --------------------------------------- | ------------------------------------------ | --------- |
| 1. | 〈(That's What You Get) For Lovin' Me〉 | 고든 라이트풋                              | 2:06      |
| 2. | 〈Padre〉                               | 자크 라루, 폴 프랜시스 웹스터, 알랭 로만스 | 2:28      |
| 3. | 〈Ready Teddy〉                         | 토마스 웨스턴도르프                        | 2:23      |
| 4. | 〈I'll Take You Home Again, Kathleen〉  | 헌터                                       | 2:30      |
| 5. | 〈Don't Think Twice, It's All Right〉   | 밥 딜런                                    | 2:42      |